# Harri Holkeri
Harri Hermanni Holkeri (ur. 6 stycznia 1937 w Oripää, zm. 7 sierpnia 2011 w Helsinkach) – fiński polityk, działacz Partii Koalicji Narodowej i jej przewodniczący w latach 70. W latach 1987–1991 premier Finlandii, od 2000 do 2001 przewodniczący sesji Zgromadzenia Ogólnego Organizacji Narodów Zjednoczonych.

## Życiorys
Ukończył studia politologiczne na Uniwersytecie Helsińskim. Odbył służbę wojskową, uzyskując stopień majora rezerwy. W 1970 po raz pierwszy został wybrany do Eduskunty, w której zasiadał do 1978. W latach 1971–1979 zajmował stanowisko przewodniczącego Partii Koalicji Narodowej. Od 1979 do 1997 zasiadał w radzie dyrektorów Banku Finlandii. Kandydował w wyborach prezydenckich w 1982 i 1988, które wygrywał Mauno Koivisto. Od 1981 do 1987 był przewodniczącym rady miejskiej Helsinek. W latach 1987–1991 pełnił funkcję premiera Finlandii, jego rząd tworzyła macierzysta partia i socjaldemokraci.
Od 1995 do 1998 brał udział w pracach międzynarodowej grupy powołanej przez rządu Wielkiej Brytanii i Irlandii ds. Irlandii Północnej. Uczestniczył w negocjacjach, które doprowadziły do podpisania tzw. porozumienia wielkopiątkowego. Królowa Elżbieta II uhonorowała go za to tytułem Rycerza Komandora Orderu Imperium Brytyjskiego. Od 2000 do 2001 Harri Holkeri pełnił funkcję przewodniczącego sesji Zgromadzenia Ogólnego Organizacji Narodów Zjednoczonych. W latach 2003–2004 był specjalnym przedstawicielem sekretarza generalnego ONZ w Kosowie.
W 1960 zawarł związek małżeński z Marją-Liisą Lepistö, z którą miał dwoje dzieci: syna Jukkę (ur. 1962) i córkę Katję (ur. 1964). Zmarł 7 sierpnia 2011 w Helsinkach. Pogrzeb odbył się 27 sierpnia w helsińskiej katedrze.